# Papež Roman
Roman (včasih tudi Roman I.latinsko Papa Romanus), italijanski rimskokatoliški kardinal in papež; * pred 850 Rim, (Lacij, Papeška država, Frankovsko cesarstvo danes: Italija), † 897 ali pozneje Rim (Papeška država, Sveto rimsko cesarstvo, danes: Italija) 

Papež je bil od avgusta do novembra 897. 

## Življenjepis
Roman se je rodil pred letom 850 v Galleseju blizu Civita Castellana, Papeška država, Frankovsko cesarstvo, danes: Italija. Bil je sin Konstantina (Constantino). Iz njegovega cerkvenega življenja je znano, da je bil kardinal-duhovnik pri San Pietro in vincoli (Sveti Peter v vezeh - kardinalski naslov). Za kardinala ga je imenoval v svojem tretjem konsistoriju 867 papež Nikolaj I.. Nekateri viri omenjajo, da je bil brat, po drugih nečak, Marina I.   

## Papež
Malo verjetno je poročilo, ki ga prinaša Platina  v 15. stoletju, češ da se je izrekel zoper Šefana VI.. Izgleda, da so ga odstavili (po nekih virih zastrupili) pripadniki neke rimske stranke, ki se jim je z nečim zameril; njegov naslednik Teodor II. se je v svojem izredno kratkem papeževanju odlikoval ravno s tem, da je vrnil čast spominu Formoza in prenesl njegovo truplo k Sv. Petru. Zato je možno, da je Romana odstavila ista stranka, ki ga je postavila, in sicer zaradi njegovega zadržanja, ki ni bilo dovolj odločno v prid Formozu. 

### Dela
- »Documenta Catholica Omnia« (v latinščini). Pridobljeno 6. decembra 2011.
- Podelil je opatu]] opatije Farfa Vitalisu palij.
- Potrdil je nadarbino cerkvam v španski Gironi ter na področju otokov Mallorca in Menorca, kakor tudi francoski Elni.
- Podelil je tudi palij patriarhu Valpertu v Gradežu.
- Letopisec Frodoard prinaša tri različice o njegovem življenju in v vseh ga opisuje kot krepostnega človeka.
- Njegovi kovanci nosijo ime cesarja Lamberta; njegov podpis pa označuje s "Scs. Petrus". [7] [8]

## Smrt in spomin
Papeža Romana so odstavili novembra 897. Ni poročil glede njegove usode; zato lahko sklepamo, da so ga prisilili obleči meniško kuto, kar je bilo enako odstavitvi – in je verjetno potem še precej časa živel; po drugih virih pa naj bi ga zastrupili in je umrl že novembra 897.   

Pokopali so ga v staro Baziliko sv. Petra.

### Ocena
Za papeže je bilo 10. stoletje zares temačno in ga po pravici imenujemo mračno stoletje. Brez cesarske zaščite so bili nemočni in prepuščeni muham rimskega in italijanskega plemstva, ki si je nadzor nad Cerkvijo pridobivalo tako, da je na njene položaje nastavljalo svoje sorodnike ali politične somišljenike. Kronika, ki jo je napisal nemški škof Liutprand, slika posvetnost na papeževem dvoru; vendar jo je treba brati s pridržkom, saj je bil pisec zelo protirimsko razpoložen in je zato dvomno, da je pisal nepristransko. 